# بودی‌دارما
| نگارهٔ بودی‌دارما، اوکی‌یوئه اثر یوشیتوشی ۱۸۸۷ |                  |
| نام او در دیگر زبان‌ها                       |                  |
| انگلیسی:                                    | Bodhidharma      |
| سانسکریت:                                   | बोधिधर्म            |
| چینی سنتی:                                  | 菩提達摩         |
| مخفف چینی:                                  | 達摩             |
| هانیو پین‌یین:                               | Pútídámó         |
| وید-جایلز:                                  | P'u-t'i-ta-mo    |
| ژاپنی:                                      | 達磨 داروما      |
| کره‌ای:                                      | 달마 دالما       |
| ویتنامی:                                    | Bồ-đề-đạt-ma     |
| تایلندی:                                    | ตั๊กม๊อ تاکمُر       |
| مالای:                                      | Dharuma          |
| تبتی:                                       | Bodhidharmottara |

بودی‌دارما، یا بودای‌داروما (به ژاپنی: 菩提達磨) (حدود آغاز سدهٔ پنجم میلادی) یک راهب بودایی بود که آوردن آیین ذن به چین را به او نسبت می‌دهند.
بیشتر منابع او را یک ایرانی یا فردی از جنوب هند می‌دانند که به جنوب چین سفر کرد و پس از آن به سوی شمال رفت.
یکی از منابع اولیه تاریخ ورود او به چین را در روزگار دودمان لیو سونگ (۴۲۰–۴۷۹) دانسته و منابع بعدی ورود او را در دورهٔ دودمان لیانگ (۵۰۲–۵۵۷) نوشته‌اند. بسیاری از پژوهشگران زمان او را در آغاز سدهٔ پنج میلادی می‌دانند.
گزارش یکی از شاهدان عینی دوره او به نام یانگ ژوآنژی او را یک پارسی (波斯國胡人، تلفظ چینی: بُسی گوئو هو رِن) از آسیای میانه (西域، ژی یو) ذکر کرده است. در بعضی از نسخه‌های کتاب «دروازهٔ بی دروازه» از بودی دارما به عنوان یک پارسی که در بامیان متولد شده یاد شده است.
براوتون (۱۹۹۹:۵۴) نیز یادآور می‌شود که سفر یک راهب ایرانی ساکن در آسیای میانه از طریق راه ابریشم به شمال چین بسیار محتمل‌تر است از سفر یک هندی جنوبی از طریق دریا.
بودی‌دارما به دربار امپراتور وُو در چین کانک باریاب شد. او سپس دربار امپراتور را ترک نمود و سرانجام به‌سوی شمال و به استان هِنان رفت.
اولین اشاره شناخته شده به راهبی به نام بودای‌داروما (菩提達磨) در کیلان جی لوئویانگ دیده می‌شود که بعداً به عنوان پدرسالار مدرسه چان (ذن در ژاپن) تعیین شد. این اثر به صراحت بیان می‌کند که بودای‌داروما اهل ایران بود: «در آن زمان، شرامانا، بودای‌داروما، هوی کشور ایران بود.» 時有西域沙門菩提達磨者، 波斯國胡人也. نقل شده است که او خود صد و پنجاه ساله بوده است، بنابراین باید حدس زده شود که آیا این شخصیت واقعاً تاریخی بوده است یا خیر. اما راهب داوکسوان، در مجموعه زندگینامه راهبان برجسته خود در حدود سال ۶۴۵ می‌نویسد که «بودای‌داروما از کاست برهمن از جنوب هند بود». (菩提達摩南天竺婆羅門種) نسخه حروفچینی مدرن این متن را می‌توان با دستنوشته‌های خطی نگهداری شده در ژاپن مقایسه کرد. به عنوان مثال، یک طومار، که نسخه برداری آن در ۲۴ ژانویه ۱۱۶۴ تکمیل شد، همچنین بیان می‌کند که بوددارما یک برهمن از جنوب هند بود. مطالب متنی موجود در واقع نشان می‌دهد که در طول یک قرن بودای‌داروما از یک ایرانی به یک هندی جنوبی در ادبیات تشریفاتی بودایی تبدیل شد.

## آموزه‌ها
بودی‌دارما را آغازگر یک کردار دینی ذن یعنی «خیره شدن به دیوار» می‌دانند. ذن‌باوران بر این باورند که «دیوارخیرگی» (壁觀: بی‌گوآن) باعث آرام شدن ذهن می‌شود.
بودی‌دارما برای آموزش چینیان در اصول بودایی کتاب لَنکاوَتارَه سوترا را برگزید. نقطهٔ ثقل این کتاب اصل تأکید بر «روشنی درونی» است. گونه‌ای «روشنی درونی» که تمامی دوگانگی‌ها را می‌زداید و از تمامی تمایزها فراتر می‌رود.
این کتاب جزو نخستین و مهم‌ترین متون سبک یوگاچاره (آگاهی محض) در مکتب مهایانه بودایی است.

## هنرهای رزمی
تاریخ‌نگاران پیدایش هنرهای رزمی را در چین به بودی‌دارما نسبت می‌دهند.
ریشهٔ ورزش کاراته را نیز در آموزه‌های بودی‌دارما می‌دانند. زمانی که بودی‌دارما برای ریاضت و گوشه‌گیری و اندیشیدن به نیایشگاه شائولین شورین رفت و مشغول تعلیم ذِن گردید نبرد بدون سلاح را که شورین کمپو نامیده می‌شد را به مریدان خود آموزش می‌داد.